# Лонг, Хьюи
Хьюи Пирс Лонг мл. (англ. Huey Pierce Long Jr.; 30 августа 1893 — 10 сентября 1935) — американский политический деятель, сенатор от штата Луизиана, был известен под прозвищем «Морской царь» (англ. The Kingfish). Член Демократической партии, приверженец социально-консервативных взглядов, 40-й губернатор Луизианы в 1928 — 1932 гг., сенатор в 1932 — 1935. На президентских выборах 1932 года поддержал Франклина Рузвельта, а в июле 1933 заявил о намерении принять участие в следующих президентских выборах. Один из двух сенаторов США (по состоянию на конец 2020 года), убитых в должности (второй — Роберт Кеннеди).

## Биография
Хьюи Пирс Лонг мл. родился 30 августа 1893 года в аграрном районе на севере штата Луизиана в фермерской семье Хьюи Пирса Лонга ст. (англ. Huey Pierce Long, Sr, 1852—1937) и Каледонии Палестайн Тисон (англ. Caledonia Palestine Tison, 1860—1913). Был седьмым ребёнком из девяти. Старший брат Джордж Лонг (англ. George Shannon «Doc» Long, 1883—1958) впоследствии был членом Палаты представителей США от штата Луизиана в 1953—1958 годах. Младший брат Эрл Лонг, 1895—1960) трижды занимал пост губернатора штата Луизиана (1939—1940, 1948—1952, 1956—1960).
Уже в начальной школе зарекомендовал себя способным учеником, однако был отчислен в 1910 году за подписание петиции с протестом против введения двенадцатилетней системы образования (она стала общепринятой в США только после Второй мировой войны).
После неудавшейся попытки поступить в Университет штата Луизиана на протяжении четырёх лет работал коммивояжёром, продавая книги, консервы, лекарства. Помимо этого, подрабатывал аукционером.
В 1913 году женился на Роуз Макконнелл. Через год Лонг стал посещать Баптистский университет в Оклахоме, начал ходить на юридические курсы в университете Оклахомы. Вскоре перешёл в Тулейнский университет Нового Орлеана.
В 1915 году успешно сдал экзамены и получил право заниматься адвокатской практикой.
В 1924 году выставлял свою кандидатуру на выборах губернатора штата Луизиана. Свою кампанию построил на критике действовавшего губернатора Паркера, компании «Standard Oil» и политической элиты штата и государства в целом. Явился одним из первых политиков на юге США, использовавшим радио для политической агитации. Американские историки писали про него как про «детище» эпохи радио. По результатам выборов получил треть голосов избирателей. Считается, что общему успеху помешало его нежелание чётко обозначить свою позицию в отношении к Ку-клукс-клану. Кроме того, в день выборов сильный дождь помешал избирателям сельских районов, где располагался основной электорат Лонга, добраться до избирательных участков. Однако, несмотря на поражение на выборах, был избран в Комиссию общественной службы Луизианы и остался в публичной политике.
Последующие четыре года Лонг готовился к губернаторским выборам в Луизиане 1928 года. Стартовавшую предвыборную кампанию он повёл под лозунгом «Чтобы каждый был королём, но никто не носил короны» («Every man a king, but no one wears a crown»).
За 4 года губернаторства Лонга суммарная длина хайвеев в Луизиане возросла от 400 до 3800 км. В штате было построено более 14000 км новых дорог; 111 новых мостов, включая мост через Миссисипи; расширена сеть бесплатных медицинских услуг и благотворительных госпиталей; построена новая дамба, новый аэропорт у Нового Орлеана, один из крупнейших в стране; новый Капитолий. Был ликвидирован избирательный налог; снижены налоги на собственность и цены на общественные услуги; введён мораторий на выплату долгов по закладным (в условиях Депрессии), созданы многие рабочие места.
Администрация Лонга добилась выделения средств штата на оплату школьных учебников. С бесплатными учебниками количество школьников сразу же возросло на 20 %. В каждом сельском районе была организована школа. Для ликвидации неграмотности среди взрослых были профинансированы вечерние курсы: три раза в неделю, в течение года.
На них прошли обучение более 100 тысяч человек. К 1930 году в Виннфилде уровень неграмотности снизился среди белых с 10 % до 7 %, среди черных с 38 % до 23 %.
За время правления Лонга количество учащихся возросло с 1600 до 4000. Специальные программы позволили посещать университет студентам из бедных семей. Были организованы новые колледжи. К 1936 году Луизианский университет имел лучшие лаборатории среди университетов Юга, 394 профессора, новую медицинскую школу и даже блестящую футбольную команду. Всего за 8 лет он поднялся с 88-го места в национальной классификации на 20-е, и стал 11 по величине университетом штата в США.
Несмотря на популярный миф о том, что он якобы был «расовым эгалитаристом» и ограниченно помогал неграм, в случаях, когда Лонг обсуждал расовый вопрос, он всё же говорил как типичный южный демократ 1930-х, обвиняя при этом Гувера в поддержке «господства негров»: «Мы считаем, что это страна белого человека, и не хотим отдавать ее неграм».
В годы Великой депрессии возглавил массовое движение против политики Нового курса Рузвельта, и в качестве популистской и социально-консервативной альтернативы выдвинул программу «раздела богатств», что привлекло к его движению «Share Our Wealth» более 7,5 млн сторонников. Основой его программы был жесткий прогрессивный налог: беднейшие американцы освобождались от налогообложения, тогда как для миллионеров налог был очень высок. Постоянно конфликтовал с крупнейшими корпорациями, в первую очередь, с рокфеллеровской «Standard Oil».
Несмотря на то, что его обвиняли в том, что он левый популист, Лонг рассматривал свои идеологические позиции как метод укрепления традиционных американских ценностей. В фильме, посвященном его обществу «Раздели наше богатство», Лонг утверждал, что он поддерживает обещание Декларации независимости о жизни, свободе и стремлении к счастью. Консервативные взгляды Хьюи Лонга проявились во время его борьбы с азартными играми и проституцией в районе красных фонарей в Новом Орлеане после его разрыва с полковником Робертом Юингом, который долгое время был боссом в городе. Юинг был связан с игорным бизнесом и проституцией в Новом Орлеане, и Лонг, в сочетании с его презрением к содому и разврату, приказал милиции штата под командованием генерал-адъютанта национальной гвардии Рэймонда Х. Флеминга «пресечь широко открытые азартные игры» в городе.
Лонг был ярым изоляционистом и политическим националистом, который выступал против американского вмешательства за рубежом и был решительным сторонником пошлин, при этом Лонг называл себя «пошлинным демократом». Наряду с протекционизмом он выступал за то, чтобы американское правительство отмежевалось от европейских усилий по урегулированию военных долгов и предоставлению независимости Филиппинам. Лонг утверждал, что Standard Oil поддержала восстания по всей Латинской Америке с целью установления марионеточных правительств, которые были бы обязаны интересам компании. В 1934 году Лонг утверждал, что «Стандард Ойл» поддерживала боливийское правительство в войне с Парагваем из-за богатого нефтью северного региона Гранд-Чако после того, как последний отказался предоставить компании выгодные условия аренды.
Намеревался участвовать в президентских выборах 1936 года, однако в сентябре 1935 года был застрелен доктором Карлом Вайссом в Капитолии Луизианы, построенном за несколько лет до этого по распоряжению Лонга. Вайсс был застрелен охраной на месте. Через два дня, в ночь на 10 сентября, Хьюи Лонг скончался в госпитале Батон-Ружа, который, опять-таки, был построен по его инициативе.

## Наследие
По мнению историков, второй новый курс был принят в том числе, чтобы «украсть гром Лонга».. Множество идей Лонга были реализованы в их умеренном варианте в ходе Второго Нового Курса.
В самой Луизиане политическая машина[что?] Лонга продержалась до 1960-х годов.
Дональда Трампа часто сравнивают с Хьюи Лонгом. Кроме того, неолиберальное издание National Review отметило растущий интерес правых популистов к идеями Хьюи Лонга. Помимо правых популистов, часть Alt-Right движения также интересуются его идеями; так, например, издание «OCCIDENTAL DISSENT» открыто призывает к принятию плана Хьюи Лонга в нынешних США.
Американское левое издание Athwart отмечает, что наследие Лонга демонстрирует «идеальный синтез экономического прогрессивизма и культурного консерватизма».

## Отражение биографии в искусстве
Биография Лонга стала основой для романа американского писателя Роберта Пенна Уоррена «Вся королевская рать» (1946 год). Роман получил Пулитцеровскую премию, несколько раз экранизирован, в том числе в СССР в 1971 году.
Хьюи Лонг стал прототипом героя романа Синклера Льюиса «У нас это невозможно» (1935 год) Берзелиуса Уиндрипа.
В романе Сакса Ромера 1936 года «Президент Фу Манчу» доктор Фу Манчу тайно финансирует антимигрантского демагога и политикана-изоляциониста Харви Брэгга, а «Share Our Wealth» выведено как «Лига хороших американцев».
Хьюи Лонгу приписывают фразу: «Конечно, он у нас будет. У нас это будет проходить под маской антифашизма», которой он, будто бы, прокомментировал сентенции о возможном приходе фашизма в США. Позднее, уже в XXI веке, аналогичную фразу стали приписывать Уинстону Черчиллю
В глобальной модификации к Hearts of Iron IV Kaiserreich: Legacy of the Weltkrieg придерживается идеологии национал-популизма и является одним из возможных президентов США и лидером южных штатов во время гражданской войны.
Экспозиция, посвящённая жизни и деятельности Хью Лонга, представлена в Музее политической истории в здании Старого Капитолия штата Луизиана.

### Статьи
- Jeansonne, Glen. Challenge to the New Deal: Huey P. Long and the Redistribution of National Wealth (англ.) // Louisiana History. — The Journal of the Louisiana Historical Association, 1980. — Vol. 21, iss. 4. — P. 331–339.
- Vaughn, Courtney. The Legacy of Huey Long (англ.) // Louisiana History. — The Journal of the Louisiana Historical Association, 1979. — Vol. 20, iss. 1. — P. 93–101.